# خودروهای موتور عقب-محور جلو

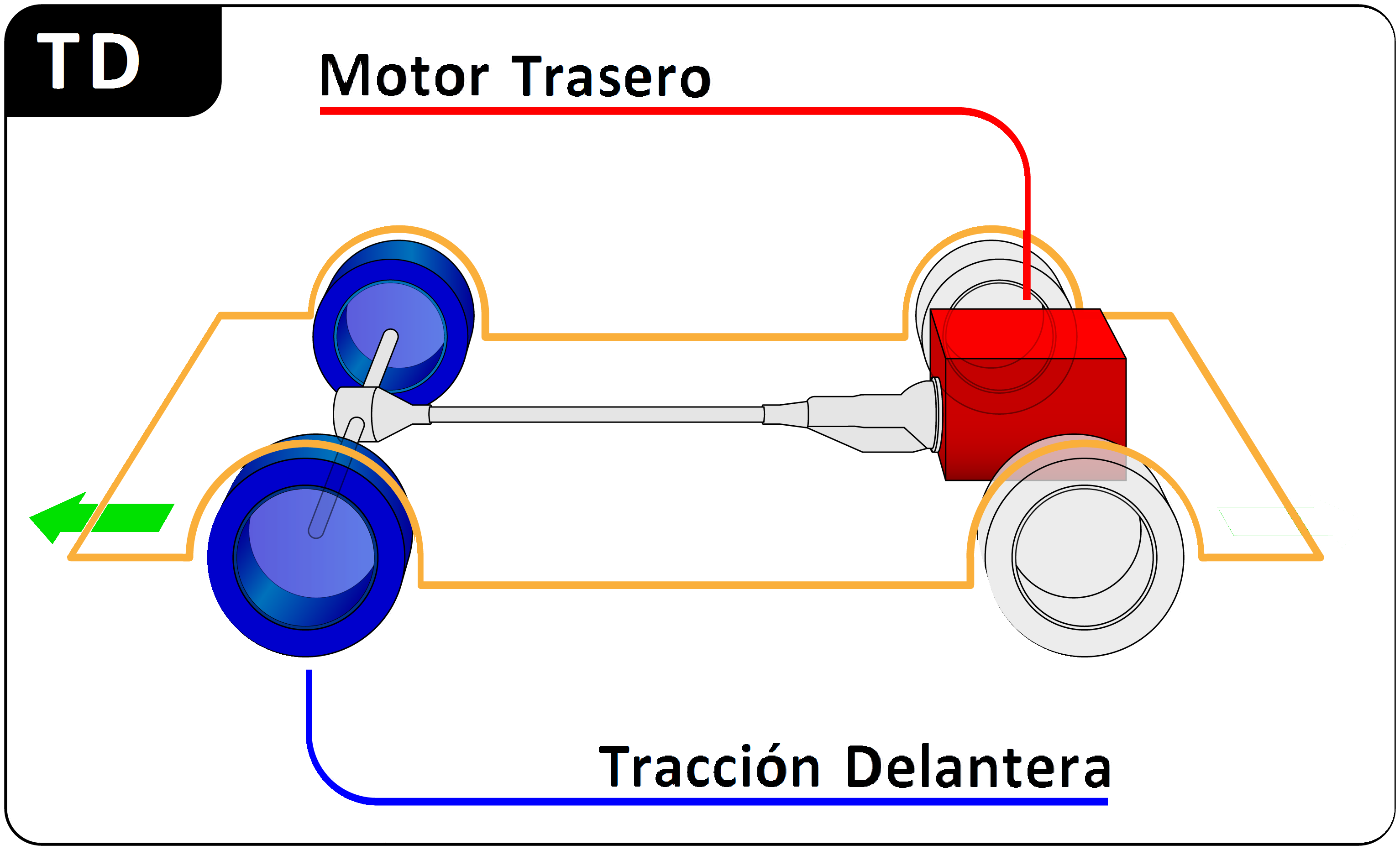
خودروهای موتور عقب-محور جلو

خودرو موتور عقب-محور جلو (RF) به آن دسته از خودروهایی گفته می‌شود که موتور خودرو در قسمت انتهایی شاسی و چرخ محرک آن در قسمت جلویی خودرو قرار داشته باشند.